# Geologia de Marte

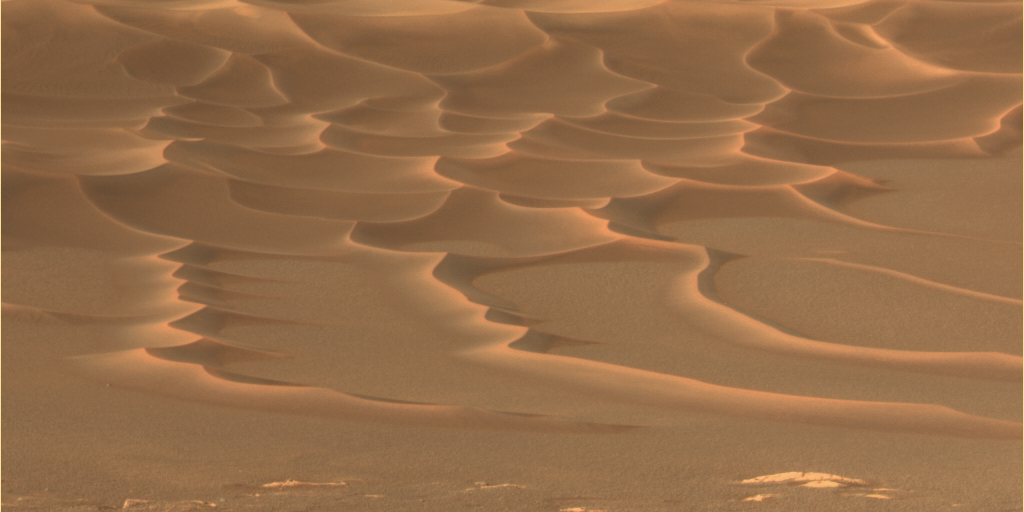
Dunas em Marte numa cratera.

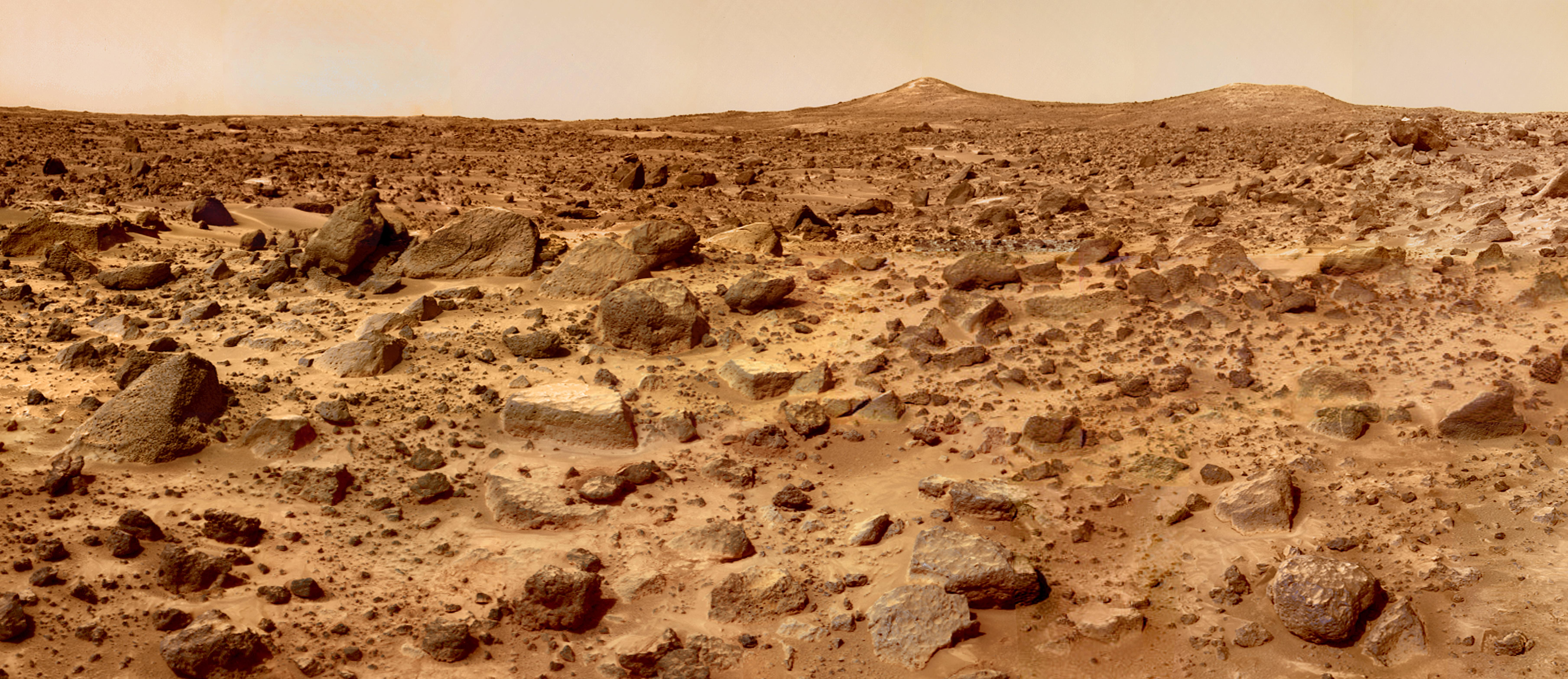
Montes Twin Peaks em Ares Vallis, pela Pathfinder.

A geologia de Marte ou areologia (de Ares, o deus grego da guerra) é a ciência que estuda a composição da superfície, da crosta e do interior de Marte, análoga à geologia terrestre. Em comparação com o globo terrestre, Marte tem 53% do diâmetro, 28% da superfície e 11% da massa; é assim um mundo bem menor que a Terra. Marte carece de mares.
A composição da superfície é fundamentalmente de basalto vulcânico com um alto conteúdo em óxidos de ferro que proporcionam o vermelho característico da superfície. Pela sua natureza, assemelha-se com a limonite, óxido de ferro muito hidratado. Assim como na crosta da Terra e da Lua predominam os silicatos e os aluminatos, no solo de Marte são preponderantes os ferrosilicatos. Os seus três principais constituintes são, por ordem de abundância, o oxigénio, o silício e o ferro.[carece de fontes?]
Marte é formado por rocha sólida, embora o núcleo seja constituído por rocha e ferro fundido. Assim deverá ter um grande núcleo de ferro. Marte tem um campo magnético menor que o da lua Ganímedes de Júpiter e é, apenas, 2% do campo magnético da Terra.

## Topografia geral
A topografia marciana é notável: as planícies do norte, que foram alisadas por torrentes de lava, contrastam com o terreno montanhoso do sul, sulcado por antigas crateras de há 3,8 milhões de anos. A superfície marciana vista da Terra é consequentemente dividida em dois tipos de terreno, com albedo diferente.
O Sul de Marte é velho, alto, e escarpado com crateras semelhantes à da Lua, contrasta bastante com o Norte que é jovem, baixo e plano. Vastitas Borealis é a mais vasta planície do Norte e circunda o planalto gelado chamado Planum Boreum e as dunas extensas de Olympia Undae no pólo norte. As planícies dão lugar aos planaltos e às terras extensas da zona do equador e do hemisfério sul. Dos poucos planaltos do norte, destaca-se Syrtis Major que é das marcas mais visíveis a partir da Terra. Lunae Planum a norte do desfiladeiro Valles Marineris e Daedalia Planum a sul dos Montes de Tharsis são os mais extensos planaltos de Marte. São características menores da morfologia da superfície a presença de pequenas colinas semelhantes a dunas e de uma espécie de canais cavados que têm todo o aspecto de leitos de rios já secos.
Em 1858, Angelo Secchi, um dos primeiros observadores, acreditou que existiam continentes e mares. As "Terrae" (singular: "Terra") são terrenos variados e extensos e muitas eram chamadas de continentes nos primeiros mapas, e outras até de mares, a maior das quais é Terra Cimmeria no hemisfério Sul. No total, Marte possuiu onze terrae (organizados por longitude): Margaritifer, Xanthe, Tempe, Aonia, Sirenum, Cimmeria, Promethei, Tyrrhena, Sabaea, Noachis e Arabia.
Através das fotografias tiradas de órbita vêem-se muitas crateras, mas não estão uniformemente repartidas pelo planeta; existindo poucas áreas onde há um grande número de crateras colossais (maiores que 300 km em diâmetro), nomeadamente no sul; outras áreas na mesma região possuem algumas pequenas crateras e toda a região norte tem muito poucas crateras. Assim se pôde fazer um mapa da idade das superfície de Marte, dividido em três períodos: Noachiano, Hesperiano e Amazoniano. Estes nomes são retirados de regiões marcianas identificadas como sendo originadas de uma dessas épocas. 

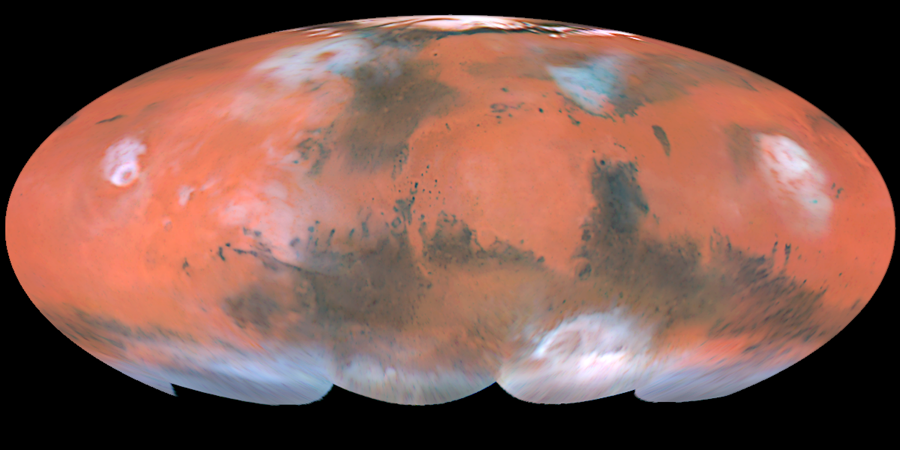
Mapa de Marte, construído pela NASA a partir de fotografias do Hubble.

Durante o Período Noachiano, a superfície de Marte estava coberta com crateras de várias dimensões (grandes e pequenas). No período seguinte, a superfície foi coberta por crateras de menor dimensão. Durante o Período Amazoniano parte da superfície (essencialmente o Norte) foi coberta por lava, quer através de vulcões visíveis, quer através de fendas. No entanto, desconhece-se como era a superfície do Norte no final do Período Hesperiano. Os meteoritos que causaram as crateras Hellas, Isidis e Argyre eram tão grandes que era pouco provável que existissem muitas mais destas crateras durante o Período Noachiano.
A diferença entre o ponto mais alto e o ponto mais baixo de Marte é de 31 km (do topo de Olympus Mons a uma altitude de 27 km ao fundo da cratera de Hellas que se encontra a 4 km [carece de fontes?]de profundidade. Em comparação, a diferença entre os pontos mais alto e mais baixo da Terra (o monte Evereste e a Fossa das Marianas) é de apenas 19,7 km.[carece de fontes?]

## Os vulcões gigantescos

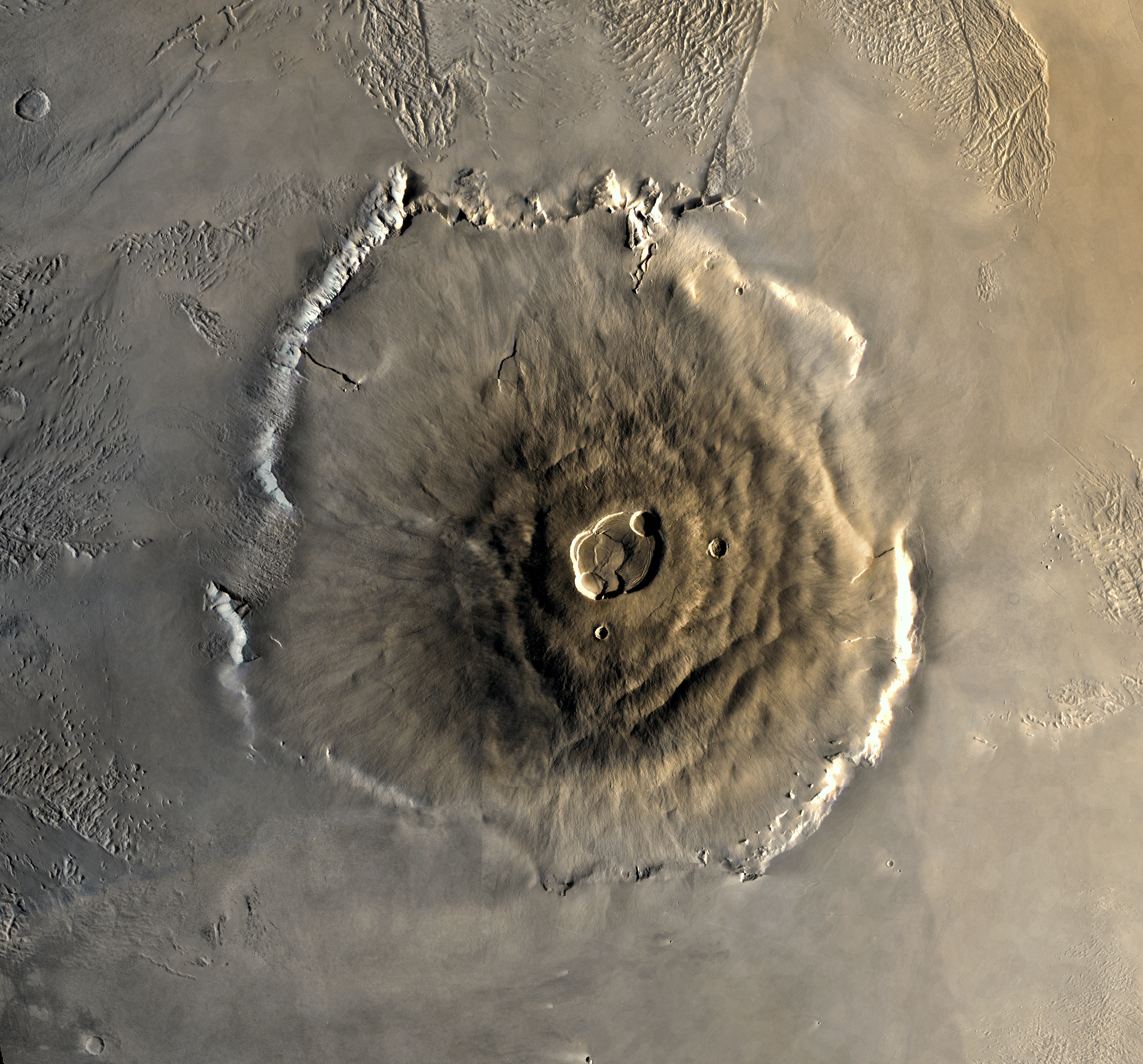
O gigantesco Olympus Mons, o maior vulcão do sistema solar.

Os vulcões em Marte são divididos em três tipos: "Montes", "Tholis" e "Paterae". Os "Montes" (singular "mons") são muito grandes, provavelmente basálticos e de leves inclinações. Os "Tholis" (singular "Tholus") ou abóbadas são menores e mais íngremes que os montes, com um aspecto abobadado. Os vulcões "Paterae" (singular "patera") são muito variados; com inclinações muito rasas e caldeiras complexas; muitos têm ainda canais radiais nos flancos.
Olympus Mons (Monte Olimpo) é um vulcão extinto com 25 km de altura, 600 km de diâmetro na base e uma caldeira de 60 km de largura. Tem um declive suave. Assim, é a maior montanha do sistema solar e é mais de três vezes maior que o monte Evereste (8 848 m - China; Nepal), tem mais de 13 vezes a altura da Serra da Estrela (2 000 m - Portugal) e  9 vezes a altura do Pico da Neblina (3 000 m - Brasil). O vulcão extinguiu-se há um milhão de anos e encontra-se numa vasta região alta chamada Tharsis que, com Elysium (derivado de Elísio) Planitia, contém vários vulcões gigantescos, que são cerca de 100 vezes maiores que aqueles encontrados na Terra.[carece de fontes?]
Um dos maiores vulcões, Arsia Mons tem os lados ligeiramente inclinados, construídos sucessivamente por fluidos de lava de uma única abertura. Arsia Mons é o vulcão mais a sul em Tharsis e tem cerca de 9 km de altura e a sua caldeira tem 110 km, a maior cadeira entre os vulcões marcianos. A norte desse vulcão, situa-se o vulcão Pavoris Mons (7 km de altura), e a norte desse encontra-se Ascraeus Mons, que tem mais de 11 km de altura. Ascraeus, Pavonis e Arsia formam um grupo de vulcões conhecidos como Tharsis Montes que se encontram a sudeste de Olympus Mons.
Conforme os resultados da Mars Express, o vulcão Hecates Tholus terá tido uma grande erupção há cerca de 350 milhões de anos. Esse vulcão localiza-se em Elysium Planitia e tem um diâmetro de 183 km; a erupção criou uma caldeira e duas depressões aparentemente cheias de depósitos glaciais, incluindo gelo. Hecates Tholus é o vulcão mais a norte de Elysium; os outros são Elysium Mons e Albor Tholus. O pico da actividade vulcânica em Marte terá sido há cerca de 1500 milhões (ou 1 bilhão e quinhentos milhões) de anos.
As imagens da Mars Express mostraram também o que parecem ser cones vulcânicos na região do pólo Norte sem nenhuma cratera à volta, o que sugere que tiveram erupção muito recente, o que levou alguns cientistas a acreditar que o planeta poderá ainda ser geologicamente activo. Poderão existir entre 50 a 100 desses cones com 300 a 600 m de altura cobrindo uma região do pólo Norte com um milhão de quilómetros quadrados; parte da região de Tharsis também tem características semelhantes. Esses aspectos na superfície podem ter sido o resultado de antigas elevações que tenham sofrido erosão pelo vento, mas julga-se que isto é pouco provável devido à inexistência de crateras e aspectos originados pelo vento naquela região.
Alba Patera é um vulcão único em Marte e no sistema solar, localiza-se a norte de Tharsis, numa região de falhas que surge em Tharsis e se estende para norte. Alba Patera é muito grande, com mais de 1600 km de diâmetro, tem uma caldeira central, mas tem altura de apenas 3 km, no seu ponto mais alto. Possui canais nos flancos, e a maioria deles têm 100 km de comprimento, alguns chegam a ter 300 km, sugerindo que a lava fluiu por longos períodos de tempo.
No entanto, os vulcões marcianos são pouco numerosos, mas são testemunhas do passado violento e vulcânico daquela zona e são largamente maioresdo que a maior montanha de origem vulcânica na Terra: o Kilimanjaro (5895 m) em África. As áreas vulcânicas ocupam cerca de 10% da superfície do planeta. Algumas crateras mostram sinais de erupção recente e têm lava petrificada nos cantos.

## Os abismos

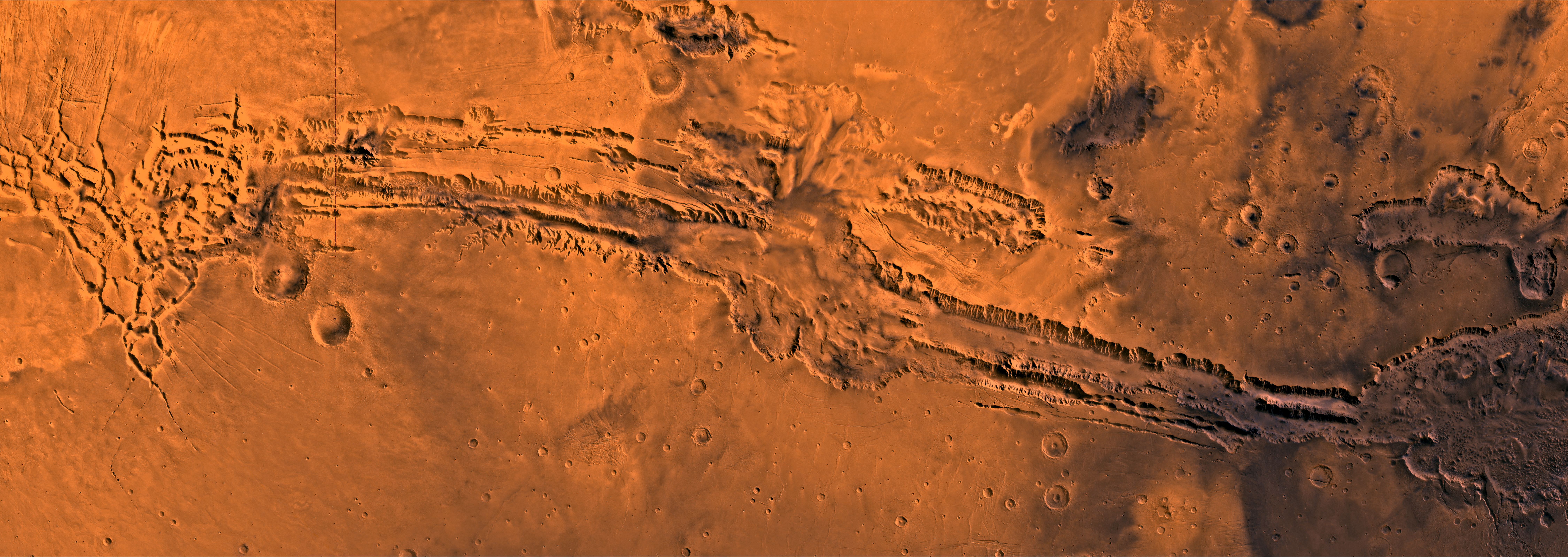
Valles Marineris

Os vulcões encontram-se a leste e oeste do maior sistema de desfiladeiros do sistema solar, Valles Marineris (que significa "Os vales da Mariner", conhecida como Agathadaemon nos antigos mapas de canais), com 4000 km de comprimento e 7 km de profundidade. A extensão de Valles Marineris equivale à extensão da Europa e estende-se por um quinto da superfície do planeta Marte, desde a região de Noctis Labyrinthus a oeste até ao terreno caótico a este. O Grand Canyon nos Estados Unidos não passaria de um pequeno arranhão quando comparado com este abismo. Valles Marineris formou-se pelo colapso do terreno causado pelo inchamento da área vulcânica de Tharsis, no outro lado do planeta.
Ma'adim Vallis (Ma'adim significa Marte em Hebreu) é um grande desfiladeiro com cerca de 700 km e, também, claramente maior que o Grand Canyon. Tem 20 km de largura e 2 km de profundidade em alguns locais. Pensa-se que Ma'adim Vallis terá sido inundado por água líquida no passado.

## Crateras

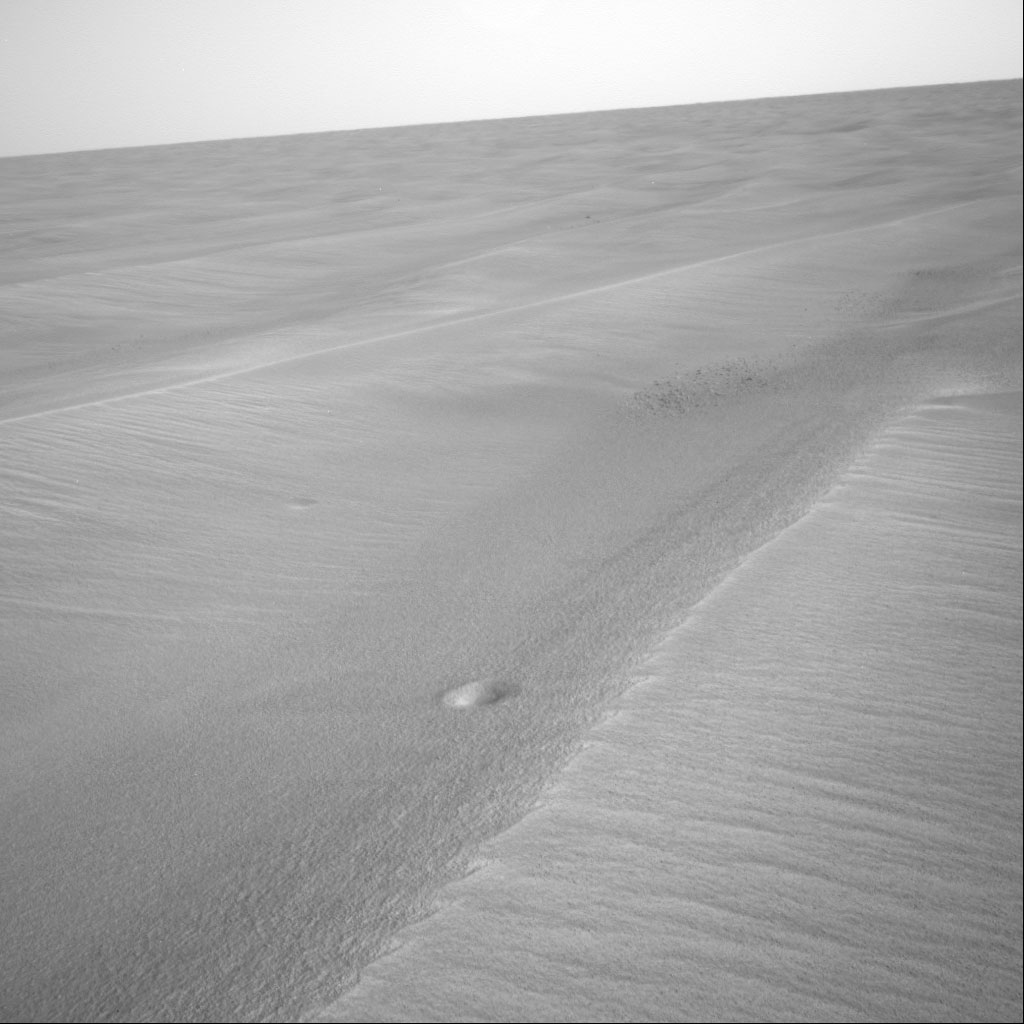
O robô Opportunitty fotografa pequeníssimas crateras (cerca de 30,5 cm de diâmetro e 1 cm de profundidade) em Meridiani Planum.

No hemisfério Sul há um velho planalto de lava basáltica semelhante aos  mares  da Lua, e coberto por crateras do tipo lunar. No entanto, a paisagem marciana difere da nossa lua, devido à existência de uma atmosfera em Marte. Em particular, o vento carregado de poeira foi produzindo um efeito de erosão ao longo do tempo, o que arrasou muitas crateras, apesar de ainda existir um número considerável. Assim, existem muito menos crateras em Marte do que na Lua, apesar de Marte estar mais perto da cintura de asteroides. A maior parte das crateras que resistiram estão mais ou menos devastadas pela erosão. Muitas das crateras mais recentes têm uma morfologia que sugere que a superfície estava húmida quando ocorreu o impacto. 
Grande parte destas crateras localizam-se no hemisfério sul. A maior é Hellas Planitia nesse hemisfério, tem 6 km [carece de fontes?] de profundidade e 2000 km de diâmetro e está coberta por areia alaranjada e é tratada como uma planície tal como outras enormes crateras antigas e planas. 
Algumas crateras menores têm nomes de cidades e vilas da Terra, como por exemplo: a crateras Aveiro e Lisboa com nomes de cidades portuguesas, a cratera Mafra, Caxias e Viana com nomes de cidades brasileiras, e as crateras Longa e Santaca em honra de localidades em Angola e Moçambique, respectivamente. Em Marte, as crateras de maior dimensão são dedicadas a personalidades, assim a cratera Schiaparelli é a maior cratera (se desconceituarmos as crateras grandes e antigas) com 471 km de diâmetro. No hemisfério sul, a cratera Magalhães é uma cratera de dimensão considerável com 105 km de diâmetro e dedicada ao navegador português Fernão de Magalhães. Existe também a Orcus Patera uma cratera de formato alongado.

## Atlas de Marte
|  |  |  |

## Estudos
Observações feitas ao campo magnético de Marte pela sonda Mars Global Surveyor revelaram que partes da crosta do planeta tem sido magnetizadas em bandas alternativas, tipicamente medindo 160 km por 1000 km, num padrão semelhante ao encontrado no fundo dos oceanos da Terra. Uma teoria publicada em 1999 refere que essas bandas podem ser a evidência de uma operação passada de placas tectónicas em Marte, contudo isto ainda não foi comprovado. A ser verdade, os processos envolvidos podem ter ajudado a manter uma atmosfera semelhante à da Terra através do transporte de rochas ricas em carbono para a superfície, enquanto que a presença de um campo magnético protegeria o planeta de radiação cósmica. Outras explicações foram também propostas.